# Wilhelm Heckel (Unternehmen)
Die Wilhelm Heckel GmbH ist eine der ältesten Werkstätten für Holzblasinstrumentenbau in Deutschland. Sie hat ihren Sitz in Wiesbaden-Biebrich und stellt heute Fagotte, Kontrafagotte und die von der Firma entwickelten Heckelphone her.

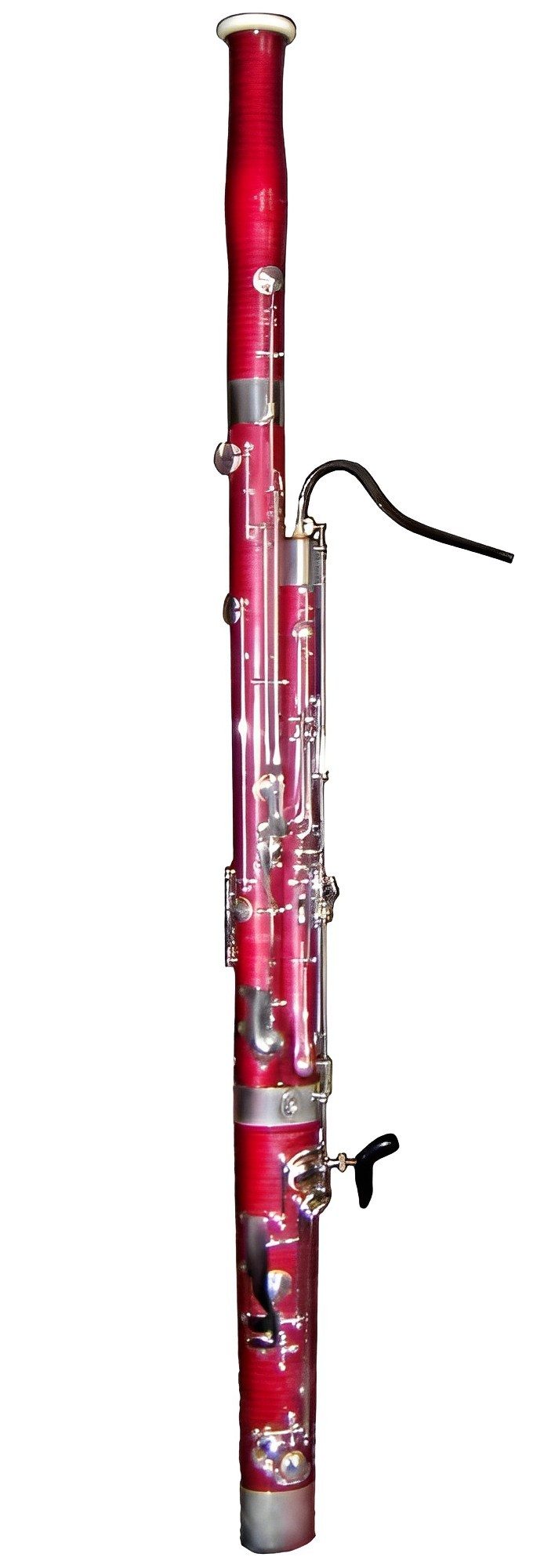
Heckel-Fagott

## Geschichte
1831 gründete der Instrumentenbauer Johann Adam Heckel (1812–1877), dessen Familie aus dem Musikwinkel im Vogtland stammte, gemeinsam mit dem Hofmusiker am Biebricher Hof Carl Almenräder die Firma ALMENRÄDER und HECKEL. 1845 erhielt J. A. Heckel den Titel herzoglich-nassauischer Hofinstrumentenmacher, 1877 starb er und die Firma wurde von seinem Sohn Wilhelm Heckel (1856–1909) in WILHELM HECKEL BIEBRICH umbenannt. Im Gegensatz zur heutigen Spezialisierung des Hauses auf tiefe Doppelrohrblattinstrumente wurde damals die ganze Palette von Holzblasinstrumenten sowie eine Vielzahl von Blechblasinstrumenten gefertigt.
Nach Wilhelm Heckels Tod wurde das Unternehmen von seinen Söhnen Wilhelm Hermann Heckel (1879–1952) und August Heckel (1880–1914) betrieben. 1924 übernahm Wilhelm Hermann Heckels Schwiegersohn Franz Groffy (1896–1972) die Firmenleitung.

## Innovationen
Mit Hilfe von Almenräder reformierten die Instrumentenbauer des Betriebs in der Mitte des 19. Jahrhunderts das Klappensystem des Fagotts. Das hierbei entwickelte Heckel-System ist bis heute weltweit in Verwendung.
Während seiner Arbeit an den Meistersingern hielt sich Richard Wagner unter anderem in Biebrich auf und regte bei Heckel die Entwicklung einer Oboe in Baritonlage an, die die Familie der Doppelrohrinstrumente in jedem Register komplettieren sollte. Das dabei entstandene, von Wilhelm Heckel und seinen Söhnen entwickelte Heckelphon wurde zwar nicht zum üblichen Orchesterinstrument, aber Richard Strauss und andere setzten es für besondere Klangeffekte gerne ein.